# Économie du Bhoutan
L'économie du Bhoutan est une des moins développées au monde. Elle est basée sur l'agriculture et la sylviculture, qui fournissent un moyen de subsistance à plus de 90 % de la population.

## Caractéristiques
L'agriculture est en grande partie vivrière et pratique l'élevage. Les montagnes dominent le territoire et rendent la construction de routes et de toute autre infrastructure difficile et chère. L'économie est étroitement alignée sur celle de l'Inde par de forts liens commerciaux et monétaires et dépend fortement de l'aide financière de ce pays. Le secteur, très délaissé, de la technologie industrielle n'est pas une priorité et la plupart des productions proviennent d'ateliers familiaux.
La majorité des projets de développement, tels que la construction de routes, est tributaire de la main-d'œuvre saisonnière indienne et népalaise. Le potentiel de production hydro-électrique et l'activité touristique sont les ressources principales en capitaux du pays.
Les programmes modèle sociaux, d'éducation, et d'environnement en cours se font avec l'appui d'organismes multilatéraux de développement. Chaque programme économique doit tenir compte de la politique gouvernementale de protection de l'environnement et des traditions culturelles du pays.
Les contrôles poussés et les politiques dans les domaines de l'industrie, du commerce, du travail et des finances constituent une maîtrise de l'investissement étranger.
Le pays ne s'est ouvert aux touristes qu'en 1974. Cette ouverture reste très mesurée et exclut le tourisme de masse par le prix élevé des séjours organisés, culturels et de randonnée. Le tourisme en 2002 fournissait un cinquième des ressources du pays.

## Émission de timbres
Dans les années 1970 et 1980, le gouvernement royal du Bhoutan a émis des timbres-poste aux formes et dans des matières originales afin d’obtenir de nouveaux revenus. Certains timbres sont de forme ronde et en carton, d’autres sont en feuille d’acier et il existe même une série (très rare) de timbres ronds, en matière plastique, qui sont de véritables disques avec des microsillons sur lesquels est enregistré l’hymne du Bhoutan. Il existe aussi des timbres en 3D représentant des masques, des animaux ou des automobiles anciennes (dans un pays où il n’y a pratiquement pas de routes), des timbres parfumés à la rose et même une série de timbres en plastique en relief représentant des grands hommes du XXe siècle : Winston Churchill, Charles de Gaulle, Gandhi, John Fitzgerald Kennedy, Dwight David Eisenhower, etc. Les plus beaux sont sûrement la série de timbres en soie véritable représentant des peintures religieuses locales. Ces timbres sont aujourd’hui très recherchés par les philatélistes. Le promoteur de cette production philatélique, l’Américain Burt Todd, en a fait débuter la production en 1962. Des timbres destinés à la poste aérienne ont été diffusés avant même que le pays soit doté d’un aéroport. Sept modèles munis d’une piste enregistrée diffusant un message ou un air musical audible à l’aide d’un tourne-disques furent émis en 1973, année également marquée par l’émission de timbres parfumés. Un cédérom frappé d’une valeur, contenant des séquences vidéo, a été conçu par Frances Todd Stewart (la fille de Burt Todd), pour être diffusé en 2008, à l’occasion du couronnement du cinquième roi et du centenaire de la dynastie.

## Infrastructures
- Nombre de fournisseurs d'accès Internet : n.c.
- Routes : 3 285 km (dont 1 994 km goudronnés) (en 1996)
- Voies ferrées : 0 km
- Voies navigables : 0 km
- Nombre d'aéroports : 2 (dont 1 avec des pistes goudronnées) (en 2000)

## Équipements
- Lignes de téléphone : 22 987 (en 2020)[3]
- Téléphones mobiles : 745 137 (en 2019)[4]
- Postes de radio : 37 000 (en 1997)
- Postes de télévision : 11 000 (en 1997)
- Utilisateurs d'Internet : 54% (en 2020)[5]